# V464 Возничего
V464 Возничего (лат. V464 Aurigae) — одиночная переменная звезда в созвездии Возничего на расстоянии (вычисленном из значения параллакса) приблизительно 20735 световых лет (около 6357 парсеков) от Солнца. Видимая звёздная величина звезды — от менее +15,2m до +12,1m.

## Характеристики
V464 Возничего — красная пульсирующая переменная звезда, мирида (M) спектрального класса M. Эффективная температура — около 3286 K.